# Kjosen Station
 Ikke at forveksle med Kjose Station.
Kjosen Station (Kjosen stasjon) var en jernbanestation på Sørlandsbanen, der lå i Drangedal kommune i Norge.
Stationen blev oprettet som holdeplads 2. december 1927, da banen blev forlænget fra Lunde til Neslandsvatn. Den blev opgraderet til station 16. december 1935, nedgraderet til holdeplads 12. maj 1939, opgraderet til station igen 18. september 1940 og atter nedgraderet til holdeplads 15. maj 1941. Den blev nedgraderet til trinbræt 1. september 1960. Betjeningen med persontog ophørte 24. juni 2000, og senere blev stationen helt nedlagt.
Stationsbygningen blev opført efter tegninger af Gudmund Hoel og Bjarne Friis Baastad ved NSB Arkitektkontor i 1924. Den blev revet ned i 1987.